# 甘青黄耆
甘青黄耆（学名：Astragalus tanguticus）为豆科黄耆属下的一个种。

## 扩展阅读
維基物種上的相關：甘青黄耆